# Pedro Palacios y Sáenz
Pedro Palacios y Sáenz (Navajún, España, 1 de agosto de 1847 - 10 de mayo de 1921) fue un ingeniero español miembro de la Real Academia de las Ciencias Exactas, Físicas y Naturales.

## Títulos
- Fue Inspector general del Cuerpo de Ingenieros de Minas
- Presidente del Consejo de Minería
- Agregado durante varios años, al servicio de la comisión del Mapa Geológico de España.
- Fue Director de la Escuela de Ingenieros de Minas.

Entre sus muchas obras destacan, “Descripción física geológica y agrológica de la provincia de Soria” 